# Heuchler (Album)
Heuchler ist das sechste Album der deutschen NDH-Band Megaherz und erschien 2008. Die offizielle Releaseparty fand am 26. Juli 2008 in der Rockfabrik Nürnberg statt, wo gegen 21.45 Uhr Einlass war und neben einer Autogrammstunde auch die Alben an die Fans verlost wurden.
Das Cover des Albums zeigt die Fassade eines Kinos oder Theaters, wo Band- und Albumname angebracht sind, am Himmel sind dunkle Wolken und Raben kreisen. Unten im Schatten lässt sich an der Wand zudem noch ein Poster mit einem Clownsgesicht erkennen, was eine Anspielung auf die Frühzeit der Band darstellt, da auf den ersten beiden Alben diese Gestalt zu sehen war.

## Titelliste
1. Heuchler – 4:59
2. Das Tier – 4:36
3. Ebenbild – 5:10
4. Mann von Welt – 4:24
5. Fauler Zauber – 4:24
6. Mein Gral – 3:56
7. L'Aventure – 5:01
8. Schau in mein Herz – 4:26
9. Kaltes Grab – 6:21
10. Alles nur Lüge – 4:36
11. Morgenrot – 4:10
12. Das Tier (Orchester-Version) – 4:37 (nur auf Digipak-Version)
13. Das Tier (Orchester Only-Version) – 4:37 (nur auf Digipak-Version)

## Inhalt
Wie die vorherigen Veröffentlichungen der Band dreht sich das Album wieder um Gefühle oder Gesellschaftskritik. Auf der offiziellen Webseite wurde angegeben, dass es sich bei dem Lied Mann von Welt um „eine Abrechnung mit allen Egomanen, die aus allem Geld machen und für den Profit über Leichen gehen“ handelt.

## Stil
Stilistisch setzt Megaherz zwar den eingeschlagenen Kurs im Großen und Ganzen fort, wenn auch die Klänge wieder etwas rauer und metalliger werden; Megaherz weist nun starke Ähnlichkeiten mit Dark Rock auf.

## Kritiken
Die Kritiken zu dem mit Spannung erwarteten Album fielen sehr unterschiedlich aus, unter den negativen Aspekten wurde so bemängelt, dass das Album bis auf wenige gute Lieder nichts neues bietet und die Band sich teilweise selbst kopiert oder von anderen Interpreten abkupfert, wo unter anderem auch angebliche Anleihen von In Extremo oder Falco genannt werden. Zudem wurde gesagt, einige Lieder erinnern zu stark an Rammstein oder die frühen Werke von Oomph!.
Wohnhaas’ gesangliche und lyrische Leistung wurde ebenso unterschiedlich bewertet, laut.de nannte ihn einen „Kolbenfresser, der nicht nur mit seinen gewöhnungsbedürftigen Lyriks für Unbehagen sorgt“, diese wurden dort weiter als „oft zum Davonlaufen“ bezeichnet. Andere Kritiker hingegen waren der Meinung, „dass man mit Lex einen Sänger gewinnen konnte, der mit seinem (…) Gesang sehr gut zu den (…) Klängen von Megaherz passt“.
Erstmals gibt es bei Megaherz auch musikalische Unterstützung von außerhalb, so wird Wohnhaas im Lied Alles nur Lüge von der Bloodflowerz-Sängerin Kirstin als Hintergrundsängerin unterstützt.

## Single-Auskopplung
Der Veröffentlichung des Albums ging eine Auskopplung des Liedes Mann von Welt voraus, die in zwei verschiedenen Versionen erschien. Die normale Version enthielt neben dem Track vom Album noch das Lied Es brennt in der Original-Gesangsfassung von „Alexx“ Wesselsky, das auf dem vierten Album Herzwerk II bei der limitierten Fassung als Bonus zu finden war. Die Luxus-Edition der Single enthielt neben diesen beiden Liedern noch Miststück, Jordan sowie 5. März. Zur Enttäuschung stammten diese Lieder jedoch von bereits erschienenen Alben und wurden nicht neu mit Wohnhaas' Stimme eingespielt, womit sie lediglich für Leute interessant waren, die bisher noch nicht viel Kontakt mit der Band hatten und so einen guten Querschnitt geboten bekamen.